# ホラー アクシデンタル
『ホラー アクシデンタル』は、2013年2月1日から3月16日までフジテレビで不定期に放送されていたテレビドラマ。放送分数は回により異なる。2016年5月13日からフジテレビオンデマンドで配信された『ホラー アクシデンタル2』についても記述する。

## 概要
フジテレビで深夜（24時台 - 27時台で関東ローカル）に不定期で放送されている連続ドラマ。『eveのすべて』に続くCX-horrorsの続編として制作された。『eveのすべて』と同様に電子番組表上の情報には、ドラマのあらすじやスタッフ・出演者などの情報が一切表記されておらず、放送されるまで第何話が放送されるかは不明である。しかし本作は一部の回で、出演者または出演者の所属事務所が事前に放送予定を発表しており間接的にではあるが情報を得ることができた。本作もYouTubeに公式チャンネルが設けられており、ドラマ本編が配信されている。
『トリハダ』の三木康一郎が監督を務める新作。『トリハダ』と同様に、ドラマの内容は心霊現象が起こることのない恐怖体験が描かれている。また、CX-horrorsの過去の出演者が出演していたり、ロケ地が共通している回がある。原作とは無関係であるものの、毎回サブタイトルには有名な海外文学のタイトルが用いられている。

## キャスト

### サイドストーリー
あい - 三浦由衣
動画サイト「HORROR ACCIDENTAL」を見ている。
あいの彼氏 - 坂口りょう
第4話で登場。

### 第1話
高梨臨
谷口一

### 第2話
裵ジョンミョン
橋本マナミ
浦崎宏

### 第3話
井上正大
森直子
木村康雄
望月柊成

### 第4話
コッセこういち
笹野鈴々音

### 第5話
紀之 - 清水伸
紀之の妻 - 山田キヌヲ
紀之の娘 - 当摩紗瑛

### 第6話
金井 - 市川千恵子

### 第7話
デリヘル嬢 - かでなれおん
運転手 - 剣持直明
客 - つちうち潤

### 第8話
池田沙絵美
龍坐

### 第9話
野嵜好美

### 第10話
山下リオ
柿澤隆史

### 第11話
川島潤哉
兎本有紀
大谷澪
村内孝志
杉崎佳穂
長島暉実

### 第12話
神山まりあ

### 第13話
中村麻美
高田愛斗

### 第14話
倉森夏希 - 大沢ひかる
イチキ游子
三浦由衣
坂口りょう
泉洋平

### 最終話
三浦由衣
泉洋平

## スタッフ
- 企画：大辻健一郎、加藤達也
- 脚本：三木康一郎（第1話、第8話、第11話、第14話）、井村光明（第2話、第5-7話、第9話、第12話）、猪原健太（第3話、第4話、第9話、第10話、第13話）
- プロデューサー：大嶌諭
- 監督：三木康一郎
- 制作：フジテレビ
- 制作協力：TFC

## サブタイトル
| 各話   | サブタイトル           | 初回放送日時                       | 2回目以降の放送日時                | 放送分数 | 公式チャンネル アップロード日 | 公式チャンネル 再生時間 |
| ------ | ---------------------- | ---------------------------------- | ---------------------------------- | -------- | ----------------------------- | ----------------------- |
| 第1話  | 特性のない男           | 2013年2月1日（金） 26:05 - 26:14   | 2013年2月2日（土） 26:40 - 26:49   | 9分      | 2013年2月1日（金）            | 7:00                    |
| 第2話  | サンクチュアリ         | 2013年2月4日（月） 25:55 - 26:02   | 2013年2月6日（水） 26:40 - 26:47   | 7分      | 2013年2月6日（水）            | 5:01                    |
| 第3話  | 夜の果てへの旅         | 2013年2月8日（金） 25:05 - 25:14   | 2013年2月9日（土） 25:40 - 25:49   | 9分      | 2013年2月9日（土）            | 7:00                    |
| 第4話  | 赤と黒                 | 2013年2月13日（水） 26:15 - 26:22  | 2013年2月14日（木） 25:50 - 25:57  | 7分      | 2013年2月14日（木）           | 5:01                    |
| 第5話  | ある家族の会話         | 2013年2月15日（金） 26:10 - 26:17  | 2013年2月16日（土） 25:40 - 25:47  | 7分      | 2013年2月16日（土）           | 5:01                    |
| 第6話  | 百年の孤独             | 2013年2月20日（水） 26:15 - 26:22  | 2013年2月21日（木） 25:50 - 25:57  | 7分      | 2013年2月21日（木）           | 5:01                    |
| 第7話  | 存在の耐えられない軽さ | 2013年2月22日（金） 26:10 - 26:19  | 2013年2月23日（土） 26:40 - 26:49  | 9分      | 2013年2月23日（土）           | 7:00                    |
| 第8話  | 車輪の下               | 2013年2月27日（水） 26:25 - 26:32  | 2013年3月1日（金） 27:05 - 27:12   | 7分      | 2013年2月22日（金）           | 5:01                    |
| 第9話  | 心は孤独な狩人         | 2013年2月28日（木） 26:00 - 26:07  | 2013年3月3日（日） 27:10 - 27:17   | 7分      | 2013年3月3日（日）            | 5:00                    |
| 第10話 | 白い闇                 | 2013年3月5日（火） 25:50 - 25:59   | 2013年3月9日（土） 26:40 - 26:49   | 9分      | 2013年3月9日（土）            | 7:00                    |
| 第11話 | 悪徳の栄え             | 2013年3月7日（木） 25:45 - 25:52   | 2013年3月9日（土） 27:49 - 27:56   | 7分      | 2013年3月9日（土）            | 5:00                    |
| 第12話 | 失われた時を求めて     | 2013年3月14日（木） 25：45 - 25:52 | 2013年3月15日（金） 25：05 - 25:12 | 7分      | 2013年3月15日（金）           | 5:00                    |
| 第13話 | 大いなる遺産           | 2013年3月15日（金） 27:12 - 27:21  | 2013年3月16日（土） 26:10 - 26:19  | 9分      | 2013年3月16日（土）           | 7:01                    |
| 第14話 | 見えない人間           | 2013年3月22日（金） 25:05 - 25:12  | -                                  | 7分      | 2013年3月16日（土）           | 5:01                    |
| 最終話 | ホラーアクシデンタル   |                                    |                                    |          | 2013年3月21日（木）           | 3:32                    |

## ホラーアクシデンタル2
ホラーアクシデンタルの続編として2016年05月13日からフジテレビオンデマンドで配信された全7話（各話10分）のオムニバス形式ストーリー。脚本演出はホラーアクシデンタルと同じく三木康一郎が務める。

### 配信日程

#### 2016年5月13日「#1ゴドーを待ちながら」
- 後藤かおり（石崎なつみ）

- ティッシュ配りの男性（横浜進一）

#### 2016年5月13日「#2夜間飛行」
- 青山陽子（IZUMI）

- 血まみれで倒れている女（イチキ游子）

#### 2016年5月13日「#3方法序説」
- 細川みのり（アリスムカイデ、飯塚理恵）

- 篠崎（中山龍也）

#### 2016年5月13日「#4純粋理性批判」
- 渋谷敏則（戸塚純貴）

- 山下富美子（兎本有紀）

#### 2016年5月13日「#5資本論」
- 松下洋一（川島潤哉）

- 目の前にいる家出をしてきたであろう少女（志田彩良）

#### 2016年5月13日「#6名づけえぬもの」
- 桜井莉奈（於保佐代子）

- ベンチに座って夜空を眺める女性（笹野鈴々音）

#### 2016年5月13日「#7意志と表象としての世界」
- 大宮一恵（岡本杏理）

- 健二（永岡卓也）

- 身体中アザだらけの女（長井短）

### スタッフ
- 脚本：三木康一郎／猪原健太
- 企画：大辻健一郎／加藤達也
- プロデュース：大嶌諭／宮阪直樹
- 演出：三木康一郎
- 制作協力：東北新社
- 制作著作：フジテレビ